# Aulacophora bipunctata
Aulacophora bipunctata es un coleóptero de la familia Chrysomelidae.
Fue descrita científicamente por primera vez en 1808 por Olivier.